# Бегълци (сериал)
„Бегълци“ (на английски: Runaways) е американски сериал, създаден от Джош Шуарц & Стефани Савидж.
Базиран е върху едноименните персонажи на Марвел Комикс. Първият сезон на сериала съдържа 10 епизода и излиза по Hulu на 21 ноември 2017 г. Сериалът е част от Киновселената на Марвел.
На 25 март 2019 година, сериалът е подновен за трети и последен сезон от 10 епизода, който се излъчва на 13 декември, същата година.

## Резюме
В първия сезон, шест тийнейджъра откриват ужасна тайна, че родителите им ги лъжат цял живот. Родителите им - членове на организацията ГОРДОСТ, жертват деца на извънземно създание и дължат успеха си на тези убийства. Шестимата - Алекс, Нико, Каролина, Герт, Чейс и Моли, започват да разследват злите си родителите, за да намерят начин с който да ги спрат. Децата също си имат специални умения и се съюзяват за да спрат съкрушителния план на ГОРДОСТ и бягат от родителите си.
Във втория сезон, Бегълците са на улицата и трябва да оцеляват без родителите си. Те търсят храна и подслон разчитайки един на друг и бягайки от властните им родители, които ги издирват. Извънземният Джона кара ГОРДОСТ да използват по-жестоки методи за залавянето на Бегълците.
В третия сезон, Бегълците търсят заловените си приятели - Чейс, Гърт и Каролина. Те трябва да се изправят пред страшен враг, който ги заплашва. Нико ги въвлича в тъмното измерение, където властва Моргана ле Фей, която е по-страшна от всеки техен опонент.

## Главни герои
- Рензи Фелиз – Алекс Уайлдър
- Лирика Окано – Нико Минору
- Вирджиния Гарднър – Каролина Дийн
- Ариела Берър – Герт Йоркс
- Грег Сълкин – Чейс Стайн
- Алегра Акоста – Моли Хернандез
- Анджел Паркър – Катерин Уайлдър
- Раян Сандс – Джефри Уайлдър
- Ани Уершинг – Лесли Дийн
- Кип Парду – Франк Дийн
- Евър Карадайн – Джанет Стайн
- Джеймс Марстърс – Виктор Стайн
- Бриджит Брана – Стейси Йоркс
- Кевин Уайзман – Дейл Йоркс
- Британи Ишибаши – Тина Минору
- Джеймс Яегаши – Робърт Минору
- Джулиън Макмеън – Джона
- Клариса Тибокс – Ксавин